# Adolf Wiklund (biathlonista)
Adolf Jakob Wiklund (ur. 19 grudnia 1921 w Bodum w gminie Strömsund, zm. 21 września 1970 na wyspie Frösön) – szwedzki biathlonista, trzykrotny medalista mistrzostw świata, olimpijczyk.

## Kariera
Na rozgrywanych w 1958 roku mistrzostwach świata w Saalfelden został pierwszym w historii mistrzem świata w biegu indywidualnym. W zawodach tych wyprzedził swego rodaka, Olle Gunneriussona i Wiktora Butakowa z ZSRR. Złoty medal zdobył także w drużynie, w której startował razem z Gunneriussonem, Sture Ohlinem i Svenem Nilssonem. Podczas mistrzostw świata w Courmayeur rok później wspólnie ze Svenem Agge i Sture Ohlinem zajął drugie miejsce w drużynie. W rywalizacji indywidualnej zajął tym razem dziewiąte miejsce. Brał też udział w igrzyskach olimpijskich w Squaw Valley w 1960 roku, gdzie w biegu indywidualnym zajął 19. pozycję.

## Osiągnięcia

### Igrzyska olimpijskie
| Rok  | Miejscowość  | Konkurencje | Konkurencje | Konkurencje | Konkurencje | Konkurencje | Konkurencje | Konkurencje |
| Rok  | Miejscowość  | IN          | SP          | PU          | MS          | RL          | MR          | SR          |
| ---- | ------------ | ----------- | ----------- | ----------- | ----------- | ----------- | ----------- | ----------- |
| 1960 | Squaw Valley | 19.         | nd.         | nd.         | nd.         | nd.         | nd.         | –           |

### Mistrzostwa świata
| Rok  | Miejscowość | Konkurencje | Konkurencje | Konkurencje | Konkurencje | Konkurencje | Konkurencje | Konkurencje |
| Rok  | Miejscowość | IN          | SP          | PU          | MS          | RL          | MR          | SR          |
| ---- | ----------- | ----------- | ----------- | ----------- | ----------- | ----------- | ----------- | ----------- |
| 1958 | Saalfelden  | 1.          | nd.         | nd.         | nd.         | 1.          | nd.         | –           |
| 1959 | Courmayeur  | 9.          | nd.         | nd.         | nd.         | 2.          | nd.         | –           |